# Alonte
Alonte település Olaszországban, Veneto régióban, Vicenza megyében. Lakosainak száma 1580 fő (2023. január 1.). Alonte Orgiano, Val Liona és Lonigo községekkel határos.

## Népesség
A település népességének változása:
| Lakosok száma | 1654 | 1610 | 1580 |
|               | 2017 | 2018 | 2023 |